# Freddy Mésot
Frédéricus (Freddy) Alexis Edwardus Alick Mésot (Sint-Niklaas, 25 mei 1905 - DeKalb, 31 oktober 1979) was een Belgisch kunstschaatser.

## Levensloop
Mésot nam deel aan de Olympische Winterspelen van 1924 te Chamonix. Hij werd er negende in de eindstand. Ook werd hij samen met Olga Schiffelers Belgisch kampioen bij de paren in 1922, 1923 en 1924. Vervolgens is het enige tijd stil rond Mésot.
Omstreeks 1936 werd hij opnieuw actief. Hoewel geselecteerd voor de Winterspelen van 1936 startte hij er niet.
Wel nam hij deel aan de wereldkampioenschappen van 1936 (10e) en 1937 (8e), alsook aan de Europese kampioenschappen van 1936 (11e) en 1937 (10e). Op het EK van 1935 maakte hij deel uit van jury bij zowel de heren-, dames- als parencompetitie. 
Naar aanleiding van de oorlogsdreiging emigreerde hij samen met zijn echtgenote in november 1939 vanuit Le Havre (aan boord van de SS Normandie) naar New York. Aldaar werd hij actief in de ‘Gay Blades’ ijsshow (met onder meer ook Guy Owen, Maribel Vinson en Karl Schäfer). Na afloop van de Tweede Wereldoorlog bleef Mésot in Amerika en werd hij coach bij verschillende New Yorkse ijsclubs, alsook Oostkust-vertegenwoordiger bij de Professional Skaters Guild of America. In januari 1972 werd hij samen met Barbara Taplin door het International Skating Institute of America geëerd als 'man en vrouw van het jaar'.